# Paul Revere House
Das Paul Revere House befindet sich in Boston, Massachusetts, 19 North Square. Es wurde 1680 errichtet und ist das aus der Kolonialzeit stammende Haus des US-amerikanischen Freiheitskämpfers Paul Revere. Heute ist darin ein gemeinnütziges Museum der Paul Revere Memorial Association untergebracht, das gegen Entgelt besichtigt werden kann. Das Haus ist Bestandteil des Bostoner Freedom Trail.

## Geschichte

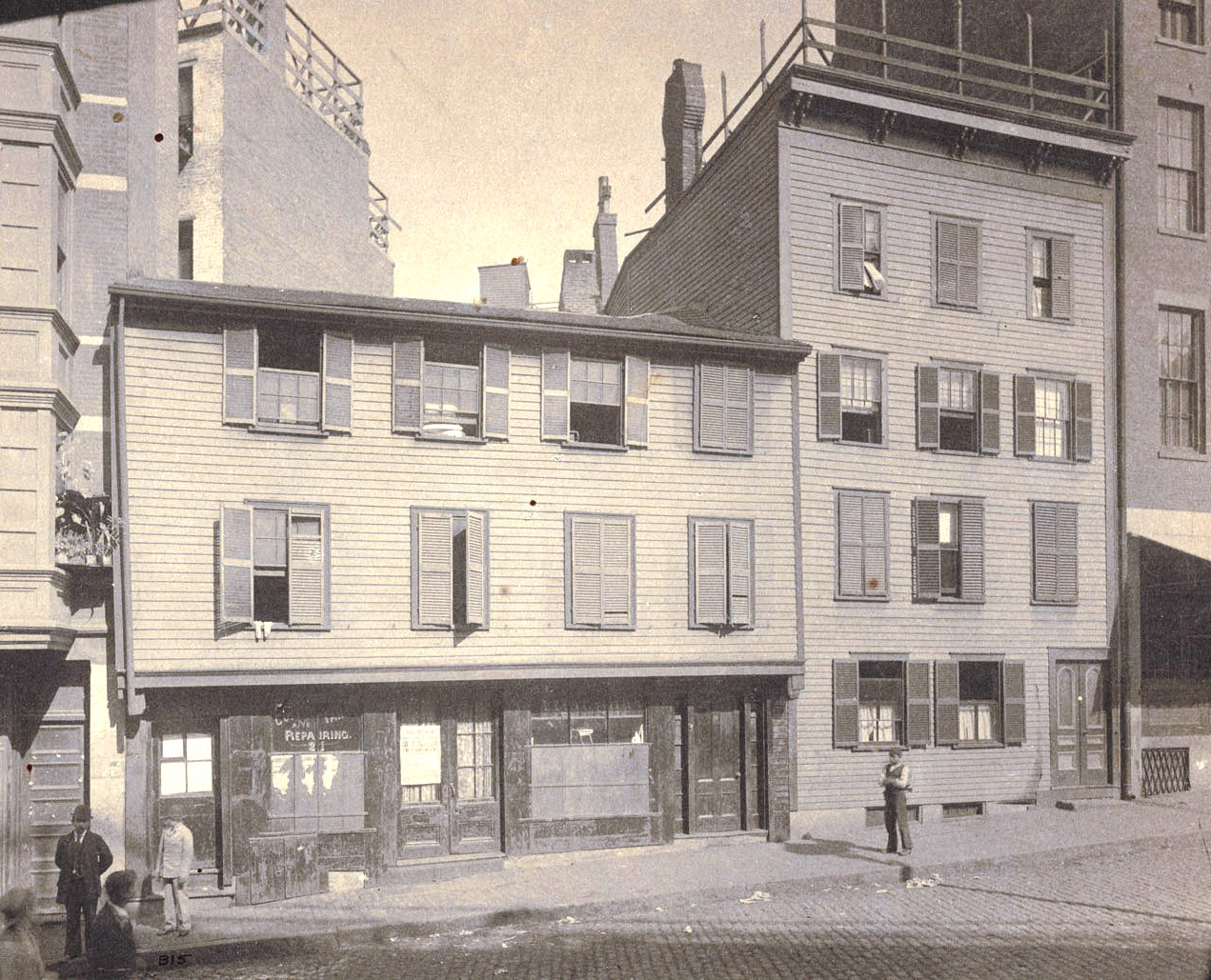
Photographie des Paul Revere House, ca. 1898

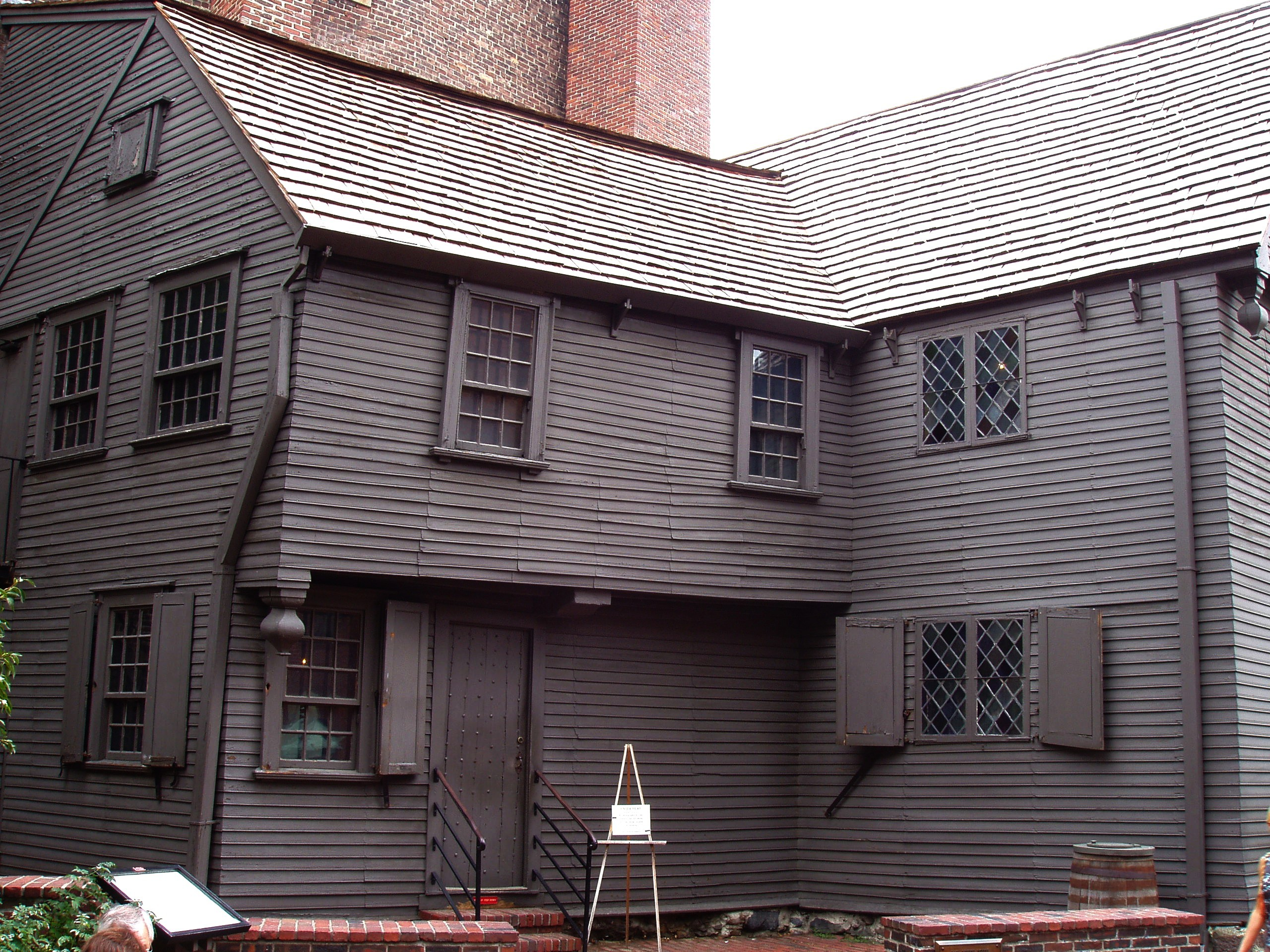
Seitenansicht des Paul Revere House

Das dreistöckige Haus wurde um 1680 an der Stelle gebaut, wo zuvor das Pfarrhaus der Second Church of Boston gestanden hatte, in dem Increase Mather und Cotton Mather gewohnt hatten. Dieses wurde jedoch während des großen Feuers im Jahr 1676 zerstört. Der erste Eigentümer des Neubaus war der wohlhabende Kaufmann Robert Howard. Das L-förmige Stadthaus bot großzügige Räume und wurde durch äußere Merkmale wie einen überhängenden ersten Stock sowie Flügelfenster weiter aufgewertet.
Wie es typisch für die frühen Holzkonstruktionen in der gerade erst besiedelten Massachusetts Bay war, bestand der Hauptteil des dreistöckigen Wohnhauses aus vier strukturellen Travées, die durch schwere Stützbalken und Querträger abgegrenzt wurden. Der größte Raum im Erdgeschoss dieses Gebäudeteils wurde durch einen Kamin sowie den angrenzenden Durchgang zum Foyer dominiert. Obwohl in einigen Bostoner Häusern aus dieser Zeitepoche die Küche in einem separaten Gebäudeteil untergebracht war, ist der zweistöckige Anbau hinter dem Paul Revere House dennoch ein typisches Merkmal. Da das Haus relativ nah zu den Nachbargebäuden stand, wurden seine doppelten Flügelfenster anstelle der üblichen Platzierung in einem Giebel an der gesamten rückseitigen Ansicht des Gebäudes montiert.
In der Mitte des 18. Jahrhunderts wurden zwei umfangreiche Renovierungen an dem Haus durchgeführt. Zunächst wurde die der Straße zugewandte Dachlinie erheblich erhöht, um das Haus mit dem georgianischen Architekturstil in Einklang zu bringen, der zu dieser Zeit sehr verbreitet war. Diese Maßnahme wurde von den Restauratoren 1907/1908 wieder rückgängig gemacht, allerdings ohne wieder einen Giebel hinzuzufügen, was zu dem weit verbreiteten Irrglauben führte, der Dachboden sei im Rahmen dieser Maßnahmen entfernt worden. Die zweite Renovierungsmaßnahme betraf das Hinzufügen eines zweigeschossigen Anbaus innerhalb des Winkels zwischen den beiden Gebäudeteilen aus dem 17. Jahrhundert. Während der bereits erwähnten Restaurierung wurde dieser Anbau vollständig entfernt.
Der Silberschmied und Buchdrucker Paul Revere (1735–1818) besaß das Haus von 1770 bis 1800, hat aber wahrscheinlich mit seiner Familie zeitweise in den 1780er und 1790er Jahren woanders gelebt. Es gilt als sicher, dass während dieser Zeitspanne der hintere Kamin sowie die Küche hinzugefügt wurden (ca. 1790), die Besucher heute gleich im ersten Raum sehen können, wenn sie das Haus betreten. Berühmt wurde Revere durch die Verbreitung des kolorierten Kupferstichs The Bloody Massacre Perpetrated in King Street Boston on March 5th, 1770 nach einem Entwurf des Graveurs Henry Pelhams (1748/49–1806), der das sogenannte Massaker von Boston zeigt; in der britischen Geschichtsschreibung wird dasselbe Ereignis „Incident on King Street“ genannt. Revere war außerdem Mitglied der Söhne der Freiheit und nahm an der Boston Tea Party (1773) teil.
Nachdem Revere das Haus verkauft hatte, wurde es in ein Mietshaus umgewandelt. Zugleich wurde das Erdgeschoss zur geschäftlichen Nutzung umgebaut. Unter anderem fanden sich dort in verschiedenen Zeiträumen ein Süßwarenladen, eine Zigarrenfabrik, eine Bank sowie ein Gemüseladen. 1902 kaufte John P. Reynolds Jr., der Urenkel von Paul Revere, das Haus, um einen Abriss zu verhindern. Unter der Leitung des Architekten und Konservators Joseph Chandler wurde das Gebäude anschließend umfassend restauriert. Im April 1908 öffnete das Haus als eines der ersten historischen Wohnhausmuseen der Vereinigten Staaten seine Türen für die Öffentlichkeit.

## Das Paul Revere House heute
Abgesehen von den umfangreichen Restaurierungsmaßnahmen, die das Haus in seinen mutmaßlichen Zustand um das Jahr 1700 herum zurückversetzten, sind 90 % des Baukörpers – darunter zwei Türen, drei Fensterrahmen sowie Teile des Bodens, der Fundamente und Innenwände – im Original aus dem Jahre 1680 erhalten. Die Glasfenster sind hingegen jüngeren Datums. Die schweren Deckenbalken, die großen Feuerstellen sowie das Fehlen von innengelegenen Flurbereichen sind typisch für Wohnhäuser der Kolonialzeit. Die beiden Räume im Obergeschoss enthalten einige Möbelstücke, die sich nach heutigem Stand der Forschung lange Zeit im Besitz der Familie Revere befanden.
In der direkten Nachbarschaft befindet sich auf der anderen Seite des Innenhofs das Pierce-Hichborn House, das um 1711 als frühes georgianisches Haus errichtet wurde und ebenfalls von der Paul Revere Memorial Association als gemeinnütziges Museum betrieben wird.